# Antonio Pacheco
Antonio Pacheco D'Agosti (Montevideo, 11 aprile 1976) è un allenatore di calcio ed ex calciatore uruguaiano con passaporto italiano, di ruolo attaccante.

## Carriera
Ha iniziato a giocare nel Peñarol, passando poi in Italia all'Inter. La sua esperienza in nerazzurro si è conclusa con una presenza in campionato e un'altra in Coppa UEFA.
Milita successivamente in Spagna, con le maglie di Espanyol, Albacete e Alavés.
Tornato in patria, dopo una breve esperienza al Gimnasia La Plata, in Argentina, torna al Peñarol.
Nell'agosto 2015 si è ritirato dal calcio giocato.

## Statistiche

### Presenze e reti nei club
| Stagione        | Squadra         | Campionato      | Campionato | Campionato | Coppe nazionali | Coppe nazionali | Coppe nazionali | Coppe continentali | Coppe continentali | Coppe continentali | Altre coppe | Altre coppe | Altre coppe | Totale | Totale |
| Stagione        | Squadra         | Comp            | Pres       | Reti       | Comp            | Pres            | Reti            | Comp               | Pres               | Reti               | Comp        | Pres        | Reti        | Pres   | Reti   |
| --------------- | --------------- | --------------- | ---------- | ---------- | --------------- | --------------- | --------------- | ------------------ | ------------------ | ------------------ | ----------- | ----------- | ----------- | ------ | ------ |
| 1993            | Peñarol         | PD              | 0          | 0          | -               | -               | -               | CC                 | 2                  | 0                  | -           | -           | -           | 2      | 0      |
| 1994            | Peñarol         | PD              | 16         | 1          | -               | -               | -               | CC                 | 8                  | 2                  | -           | -           | -           | 24     | 3      |
| 1995            | Peñarol         | PD              | 24         | 3          | -               | -               | -               | CL                 | 8                  | 1                  | -           | -           | -           | 32     | 4      |
| 1996            | Peñarol         | PD              | 19         | 5          | -               | -               | -               | CL                 | 9                  | 2                  | -           | -           | -           | 28     | 7      |
| 1997            | Peñarol         | PD              | 27         | 5          | -               | -               | -               | CL                 | 18                 | 3                  | -           | -           | -           | 45     | 8      |
| 1998            | Peñarol         | PD              | 29         | 8          | -               | -               | -               | CL                 | 14                 | 1                  | -           | -           | -           | 43     | 9      |
| 1999            | Peñarol         | PD              | 16         | 7          | -               | -               | -               | CC                 | 8                  | 1                  | -           | -           | -           | 24     | 8      |
| 2000            | Peñarol         | PD              | 24         | 18         | -               | -               | -               | CL                 | 7                  | 4                  | -           | -           | -           | 31     | 22     |
| gen.-giu. 2001  | Inter           | A               | 1          | 0          | CI              | -               | -               | UCL+CU             | -+1                | -+0                | SI          | -           | -           | 2      | 0      |
| ago.-dic. 2001  | Inter           | A               | 0          | 0          | CI              | 0               | 0               | CU                 | 0                  | 0                  | -           | -           | -           | 0      | 0      |
| Totale Inter    | Totale Inter    | Totale Inter    | 1          | 0          |                 | 0               | 0               |                    | 1                  | 0                  |             | -           | -           | 2      | 0      |
| gen.-giu. 2002  | Espanyol        | PD              | 13         | 3          | CR              | -               | -               | -                  | -                  | -                  | -           | -           | -           | 13     | 3      |
| 2003            | Peñarol         | PD              | 15         | 11         | -               | -               | -               | CL                 | 6                  | 1                  | -           | -           | -           | 21     | 12     |
| 2003-2004       | Albacete        | PD              | 33         | 7          | CR              | 0               | 0               | -                  | -                  | -                  | -           | -           | -           | 33     | 7      |
| 2004-2005       | Albacete        | PD              | 34         | 12         | CR              | 0               | 0               | -                  | -                  | -                  | -           | -           | -           | 34     | 12     |
| 2005-2006       | Albacete        | SD              | 19         | 4          | CR              | 0               | 0               | -                  | -                  | -                  | -           | -           | -           | 19     | 4      |
| Totale Albacete | Totale Albacete | Totale Albacete | 86         | 23         |                 | -               | -               |                    | -                  | -                  |             | -           | -           | 86     | 23     |
| 2006-2007       | Gimnasia LP     | PD              | 8          | 0          | -               | -               | -               | CL                 | 6                  | 2                  | -           | -           | -           | 14     | 2      |
| 2007-2008       | Peñarol         | PD              | 32         | 9          | LPA             | 4               | 3               | -                  | -                  | -                  | -           | -           | -           | 36     | 12     |
| 2008-2009       | Peñarol         | PD              | 28         | 12         | -               | -               | -               | CL                 | 2                  | 0                  | -           | -           | -           | 30     | 12     |
| 2009-2010       | Peñarol         | PD              | 31         | 23         | -               | -               | -               | -                  | -                  | -                  | -           | -           | -           | 31     | 23     |
| 2010-2011       | Peñarol         | PD              | 27         | 6          | -               | -               | -               | CL                 | 10                 | 1                  | -           | -           | -           | 37     | 7      |
| 2011-2012       | Wanderers       | PD              | 28         | 10         | -               | -               | -               | -                  | -                  | -                  | -           | -           | -           | 28     | 10     |
| 2012-2013       | Peñarol         | PD              | 17         | 6          | -               | -               | -               | CL                 | 1                  | 0                  | -           | -           | -           | 18     | 6      |
| 2013-2014       | Peñarol         | PD              | 19         | 6          | -               | -               | -               | CL                 | 5                  | 0                  | -           | -           | -           | 24     | 6      |
| 2014-2015       | Peñarol         | PD              | 30         | 9          | -               | -               | -               | CS                 | 5                  | 0                  | -           | -           | -           | 35     | 9      |
| Totale Peñarol  | Totale Peñarol  | Totale Peñarol  | 354        | 129        |                 | 4               | 3               |                    | 103                | 16                 |             | -           | -           | 461    | 148    |
| Totale Carriera | Totale Carriera | Totale Carriera | 490        | 165        |                 | 4               | 3               |                    | 110                | 18                 |             | -           | -           | 604    | 186    |

### Cronologia presenze e reti in nazionale
| Cronologia completa delle presenze e delle reti in nazionale ― Uruguay | Cronologia completa delle presenze e delle reti in nazionale ― Uruguay | Cronologia completa delle presenze e delle reti in nazionale ― Uruguay | Cronologia completa delle presenze e delle reti in nazionale ― Uruguay | Cronologia completa delle presenze e delle reti in nazionale ― Uruguay | Cronologia completa delle presenze e delle reti in nazionale ― Uruguay | Cronologia completa delle presenze e delle reti in nazionale ― Uruguay | Cronologia completa delle presenze e delle reti in nazionale ― Uruguay |
| Data                                                                   | Città                                                                  | In casa                                                                | Risultato                                                              | Ospiti                                                                 | Competizione                                                           | Reti                                                                   | Note                                                                   |
| ---------------------------------------------------------------------- | ---------------------------------------------------------------------- | ---------------------------------------------------------------------- | ---------------------------------------------------------------------- | ---------------------------------------------------------------------- | ---------------------------------------------------------------------- | ---------------------------------------------------------------------- | ---------------------------------------------------------------------- |
| 12-10-1997                                                             | Buenos Aires                                                           | Argentina                                                              | 0 – 0                                                                  | Uruguay                                                                | Qual. Mondiali 1998                                                    | -                                                                      | 54’                                                                    |
| 13-12-1997                                                             | Riad                                                                   | Emirati Arabi Uniti                                                    | 0 – 2                                                                  | Uruguay                                                                | Conf. Cup 1997 - 1º turno                                              | 1                                                                      | 75’                                                                    |
| 17-12-1997                                                             | Riad                                                                   | Uruguay                                                                | 4 – 3                                                                  | Sudafrica                                                              | Conf. Cup 1997 - 1º turno                                              | -                                                                      | 78’                                                                    |
| 17-6-1999                                                              | Ciudad del Este                                                        | Paraguay                                                               | 2 – 3                                                                  | Uruguay                                                                | Amichevole                                                             | -                                                                      | 70’                                                                    |
| 4-7-1999                                                               | Luque                                                                  | Uruguay                                                                | 2 – 1                                                                  | Ecuador                                                                | Coppa America 1999 - 1º turno                                          | -                                                                      | 65’                                                                    |
| 7-7-1999                                                               | Luque                                                                  | Argentina                                                              | 2 – 0                                                                  | Uruguay                                                                | Coppa America 1999 - 1º turno                                          | -                                                                      | 46’                                                                    |
| 18-7-1999                                                              | Asunción                                                               | Brasile                                                                | 3 – 0                                                                  | Uruguay                                                                | Coppa America 1999 - Finale                                            | -                                                                      | 46’                                                                    |
| 18-8-1999                                                              | Montevideo                                                             | Uruguay                                                                | 5 – 4                                                                  | Costa Rica                                                             | Amichevole                                                             | 1                                                                      | 62’                                                                    |
| 8-9-1999                                                               | Montevideo                                                             | Uruguay                                                                | 2 – 0                                                                  | Venezuela                                                              | Amichevole                                                             | 1                                                                      |                                                                        |
| 12-10-1999                                                             | Montevideo                                                             | Uruguay                                                                | 0 – 0                                                                  | Ecuador                                                                | Amichevole                                                             | -                                                                      | 78’                                                                    |
| 17-11-1999                                                             | Maldonado                                                              | Uruguay                                                                | 0 – 1                                                                  | Paraguay                                                               | Amichevole                                                             | -                                                                      | 63’                                                                    |
| 2-6-2004                                                               | Montevideo                                                             | Uruguay                                                                | 1 – 3                                                                  | Perù                                                                   | Qual. Mondiali 2006                                                    | -                                                                      | 64’                                                                    |
| Totale                                                                 |                                                                        | Presenze                                                               | 12                                                                     |                                                                        | Reti                                                                   | 3                                                                      |                                                                        |

## Palmarès

### Club

#### Competizioni nazionali
- Campionato uruguaiano: 7

Peñarol: 1995, 1996, 1997, 1999, 2003, 2009-2010, 2012-2013